# Typ 85 (czołg)
Typ 85 – chiński czołg podstawowy.

## Historia
W latach 80. ujawniono kolejny chiński czołg. Był to Typ 80. W ciągu kilku następnych lat nastąpiła jego modernizacja tworząc Typ 85. Zmodernizowano m.in. kadłub i wieżę (szczególnie w kwestii opancerzenia). Mechanizm ładowania zaczerpnięto z radzieckiego czołgu T-72

## Opis
Typ 85 jest czołgiem podstawowym II generacji. Załogę czołgu tworzy dowódca, działonowy i kierowca. Kierowca zajmuje miejsce w kadłubie, reszta załogi w wieży.
Wieża pancerna jest odlewana. Po jej prawej stronie znajduje się stanowisko dowódcy, po lewej zaś działonowego.
W wieży znajduje się zasadnicze uzbrojenie wozu: 125 mm armata czołgowa. Z armatą sprzężony jest karabin maszynowy kalibru 7,62 mm. Dodatkowo czołg wyposażony jest w przeciwlotniczy karabin maszynowy kalibru 12,7 mm umocowany na włazie działonowego. 
Napęd Typu 80 stanowi 12-cylindrowy, czterosuwowy, wysokoprężny, chłodzony cieczą silnik. 